# Лыков, Геннадий Дмитриевич
Геннадий Дмитриевич Лыков (2 апреля 1927, Усть-Абаканское, Сибирский край — 7 июля 2001, Новосибирск) — советский инженер, начальник Управления строительством № 605 (УС-605) Министерства среднего машиностроения СССР, участник ликвидации последствий аварии на Чернобыльской АЭС. Герой Социалистического Труда (1986). Почётный член Российской академии архитектуры и строительных наук. Депутат Совета Союза Верховного Совета СССР 11 созыва (1984—89) от Новосибирской области.

## Биография
В 1948 году окончил среднюю школу. В 1952 году окончил строительный техникум, а в 1957 году — Новосибирский инженерно-строительный институт.
С 1958 года работал в строительной организации «Сибакадемстрой» (Новосибирск), занимавшейся строительством объектов атомной промышленности. Последовательно прошёл все должностные ступени: мастер, главный инженер участка, начальник участка, в 1973 году назначен главным инженером, а в 1974 году — начальником «Сибакадемстроя».
В течение 27 лет он успешно руководил коллективом этой крупнейшей строительной организации Сибири. Под его руководством «Сибакадемстроем» построены десятки уникальных зданий: комплексы Новосибирского Академгородка, Сибирского отделения Всесоюзной Академии сельскохозяйственных наук имени В. И. Ленина (пос.Краснообск под Новосибирском), Научно-производственного объединения «Вектор» и посёлка Кольцово (Новосибирский район), курорта «Белокуриха» (Алтайский край), комплекс Новосибирского завода химконцентратов, оригинальные здания Новосибирского областного театра кукол и кинотеатра имени Маяковского в Новосибирске, заводские корпуса и тысячи квартир для новосибирцев.
В 1986 году, после аварии на Чернобыльской АЭС, Г. Д. Лыков был назначен начальником Управления строительством № 605 (УС-605), созданного для возведения саркофага над разрушенным четвёртым блоком АЭС. В УС-605 были отобраны лучшие кадры по строительным и монтажным работам, в основном из «Сибакадемстроя».
Работы по захоронению 4-го энергоблока были начаты в конце июня с бетонирования площадок. Из 360 тыс. кубометров бетона в июне было уложено 4,6 тыс. кубометров, в июле — 66 тыс. кубометров. Новосибирцам, работникам «Сибакадемстроя», пришлось работать в наиболее напряжённый период времени с 20 июля по 1 октября. В этот период было завершено устройство основных бетонных конструкций. Темпы суточной укладки бетона в августе составляли 5,2 тыс. кубометров, а в отдельные дни — 5,6 тыс. кубометров. Для сравнения все подразделения «Сибакадемстроя» в летние месяцы больше 700 кубометров бетона в сутки не принимают. Уже к 15 сентября из 360 тыс. кубометров бетона было уложено 298 тыс. кубометров. В сентябре была проведена подготовительная работа по монтажу металлоконструкций. С 10 сентября по 1 октября была запроектирована, изготовлена и смонтирована приточная и вытяжная вентиляция — более 3000 м.
Высокая интенсивность работ требовала чёткой организации строительства и работы с полной отдачей сил, как от руководителей, так и от рабочих. Условия работы были необычными. Напряженный непрерывный круглосуточный режим работы изо дня в день без выходных дней, до полного завершения работ. Наличие высокого фона радиации на рабочих местах требовало строгого соблюдения режима работ. Ответственное государственное задание было выполнено в срок. Родина высоко оценила труд работников 605-го управления строительства и наградила правительственными наградами.
Указом Президиума Верховного Совета СССР от 24 декабря 1986 года за мужество, самоотверженные действия и трудовой героизм, проявленные при ликвидации аварии на Чернобыльской АЭС и устранении её последствий Лыкову Геннадию Дмитриевичу присвоено звание Героя Социалистического Труда с вручением ордена Ленина и золотой медали «Серп и Молот».
В 1989—1990 годах также принимал активнейшее участие в ликвидации последствий катастрофического землетрясения в Армении, восстанавливая объекты жизнеобеспечения и жилые дома в Кировокане (ныне Ванадзор).

Могила Лыкова

Жил в городе Новосибирске. Скончался после продолжительной болезни. Похоронен на Заельцовском кладбище города Новосибирска.

## Память
В Новосибирске на доме, где жил Г. Д. Лыков (ул. Романова, 23а), установлена мемориальная доска.
Начиная с 2001 года на стрелково-спортивном стенде «Сибакадемстрой» ежегодно проводятся Всероссийские соревнования по стендовой стрельбе «Мемориал Г. Д. Лыкова», участниками которого становятся сильнейшие спортсмены страны. Имя Героя Социалистического Труда Лыкова Геннадия Дмитриевича присвоено Черепановскому детскому дому-школе № 5. С 2010 года стрелковый-спортивный стенд «Сибакадемстрой» перестал существовать. Теперь там строится жилой комплекс «Серебряное озеро».

## Награды и звания
- Герой Социалистического Труда (24.12.1986)
- Орден «За заслуги перед Отечеством» 4 степени (16.03.1999)
- два ордена Ленина (26.04.1971, 24.12.1986)
- Орден Октябрьской Революции
- Орден Трудового Красного Знамени
- Заслуженный строитель Российской Федерации (1992)
- Премия Совета Министров СССР (1977)
- Государственная премия СССР (1985)
- медали
- Почётный житель Новосибирска[3].